# جان آر. پی. فرنچ
جان آر.پی. فرنچ (انگلیسی: John R. P. French; ۷ اوت ۱۹۱۳ – ۱۴ اکتبر ۱۹۹۵) روان‌شناس اهل ایالات متحده آمریکا بود.
وی همچنین برندهٔ جوایزی همچون برنامه فولبرایت شده‌است.